# Teófanes Continuado
Teófanes Continuado (em latim: Theophanes Continuatus; em grego: συνεχισταί Θεοφάνους) ou Scriptores post Theophanem (em grego: Οἱ μετὰ Θεοφάνην - Autores depois de Teófanes) é o nome latino geralmente utilizado para designar uma coleção de escritos históricos preservados no manuscrito histórico Vat. gr. 167. O nome se deve porque o texto cobre o período entre 813 e 961, continuando a crônica de Teófanes, o Confessor, que abrange de 285 até 813. O manuscrito tem quatro obras distintas e de estilos bastante diferentes do empregado por Teófanes.
A primeira obra, em quatro volumes, consiste de uma série de biografias de imperadores bizantinos que reinaram no período, começando com Leão V, o Armênio (r. 813–820), e terminando com Miguel III, o Ébrio (r. 842–867). Como o trabalho todo foi encomendado por Constantino VII Porfirogênito (r. 913–959), ele reflete o ponto de vista da dinastia macedônica. O autor - desconhecido - provavelmente se utilizou das mesmas fontes que José Genésio. A segunda obra é conhecida como Vida de Basílio (em latim: Vita Basilii), uma biografia do imperador Basílio I, o Macedônio (r. 867–886), escrita por seu neto Constantino VII por volta de 950. Ela é essencialmente um panegírico, elogiando Basílio e o seu reinado e vilipendiando Miguel III. A terceira é uma história dos anos 886 até 948, em forma e conteúdo muito similar à de Simeão Logóteta, e a parte final é uma continuação dela até 961. É provável que ela tenha sido escrita por Teodoro Dafnopata poucos antes de 963.